# Sitticus kazakhstanicus
Sitticus kazakhstanicus là một loài nhện trong họ Salticidae.
Loài này thuộc chi Sitticus. Sitticus kazakhstanicus được Dmitri Viktorovich Logunov miêu tả năm 1992.